# Riofreddo
Riofreddo és un municipi de la ciutat metropolitana de Roma, a la regió italiana del Laci, situat uns 45 km al nord-est de Roma. L'1 de gener de 2018 tenia 749 habitants.
Riofreddo limita amb els municipis d'Arsoli, Cineto Romano, Oricola, Roviano i Vallinfreda.